# 白石様堀
白石様堀（はくせきさまぼり）は、埼玉県白岡市を流下する河川である。

## 概要
この白石様堀は1713年（正徳3年）に野牛・高岩堀と称する排水路のうち、埼玉郡野牛村の区域が当時の野牛村領主、新井白石により開削・整備された水路である。河川名はこの新井白石にちなんでおり、白石堀（はくせきぼり）や殿様堀（とのさまぼり）とも称されている。新井白石は1709年（宝永6年）より野牛村の領主となったが、その当時の野牛村の農地は低湿地であったために時折水害に遭い、また排水不良のため良田ではなかった。このため新井白石が測渠を開削、排水路を整備したことで収量が増すこととなった。その後、時代は下り1978年（昭和53年）から1979年（昭和54年）に行われた農地のかんがい排水事業により、鉄筋コンクリート柵渠による排水路の整備がなされた。この数年後に進められた野牛高岩土地区画整理事業により、市街化区域内（新白岡地内）の流路は暗渠化されていった。こうして時代により流路や流域の変遷を経ながらも、今日においても排水路として機能している。土地区画整理のなされた新白岡地区では暗渠の地上部は広めの歩道となっているため、おおよそ流路をたどることは可能である。また、新白岡6丁目4番地には野牛高岩土地区画整理事業によって整備された雨水調整池が設けられており、最大水深は5.2mとなっている。なお詳細な流路に関しては以下の流路節を参照されたい。

## 流路
現流路
- 水源：白岡市野牛の農業排水など
- 野牛の水田からの農業排水を集めながら野牛中央部を市道の南側に沿っておおよそ東へと流下する。
- 新白岡7丁目に至ると暗渠となり、東へと流下する。暗渠上は歩道になる。この付近から流域周辺は市街地となり都市排水路となる。
- 新白岡駅の北方に至ると南へと流路を変え、東北本線を東側へと横断、東北本線に沿って市道の東側を南へと流下する。
- 新白岡駅東口から約460m流下したところで東南東へと流れる。
- 約80m程流下し、再び南へと流れる。
- 約50m程流下したところで、都市計画道路野牛宮代線を南側へと横断する。
- 都市計画道路野牛宮代線から約120m程市道の西側に沿って南へ流下したところで新白岡6丁目4番地に所在する調整池と水利施設を隔て接続する。
- さらに約70m流下した新白岡6丁目にて北西より流下してくる姫宮落川に至り、合流・終点となる。
- 終点：姫宮落川

旧流路
- 水源：野牛地区の農業排水など
- 野牛西部にて端を発し、笠原用水の南側を並行し南東へ流下する。
- 東へと流路を変える笠原用水と離れ、そのまま直線流路で南東へ流下する。
- 久伊豆神社南方付近にて蛇行しながら東へと流下する。
- 東北本線を東側へと横断すると南へと流路を変え、流下する。
- 東北本線の東側を蛇行しながら並行し、南へ流下する。
- 東へ向かう水路と接続する。
- 西から来る水路と接続する。
- 東北本線の南東約80m付近にて北西より流下してくる姫宮落川に至り、合流・終点となる。
- 終点：姫宮落川

## 橋梁
現流路
- 東北新幹線橋梁
- 名称不明
- 名称不明（市道）
- 名称不明（市道、『白石様堀』案内板所在地）
- 暗渠区間（新白岡7丁目区間より）

旧流路
- 名称不明
- 名称不明
- 名称不明
- 名称不明
- 名称不明
- 名称不明
- 東北本線橋梁
- 名称不明
- 名称不明
- 名称不明（姫宮落川北側道路）

## 流域周辺所在の施設
- 東北新幹線
- 久伊豆神社
- 白石様堀公園
- 東北本線（JR宇都宮線）
- 新白岡駅前交番（久喜警察署）
- 新白岡駅
- 新白岡駅前郵便局
- 杉の子幼稚園
- 駒形公園